# Lynchburg (Wirginia)
Lynchburg – miasto w Stanach Zjednoczonych, w środkowej części stanu Wirginia, nad rzeką James (uchodzącą do Oceanu Atlantyckiego), u podnóża Appalachów. Według spisu z 2020 roku liczy 79 tys. mieszkańców, oraz 261,6 tys. w obszarze metropolitalnym.
Jest siedzibą kilku instytucji szkolnictwa wyższego, w tym: Virginia University of Lynchburg, Randolph College, University of Lynchburg, Central Virginia Community College i Liberty University.

## Historia
Miasto wyrosło z przystani promowej osiedlonej w 1757 przez kwakrów. Po wojnie Lynchburg rozwinął się jako ośrodek produkcji obuwia i żelaza. 

## Gospodarka
W mieście rozwinął się przemysł obuwniczy, włókienniczy, elektrotechniczny, metalowy, spożywczy, drzewny oraz hutniczy.

## Religia

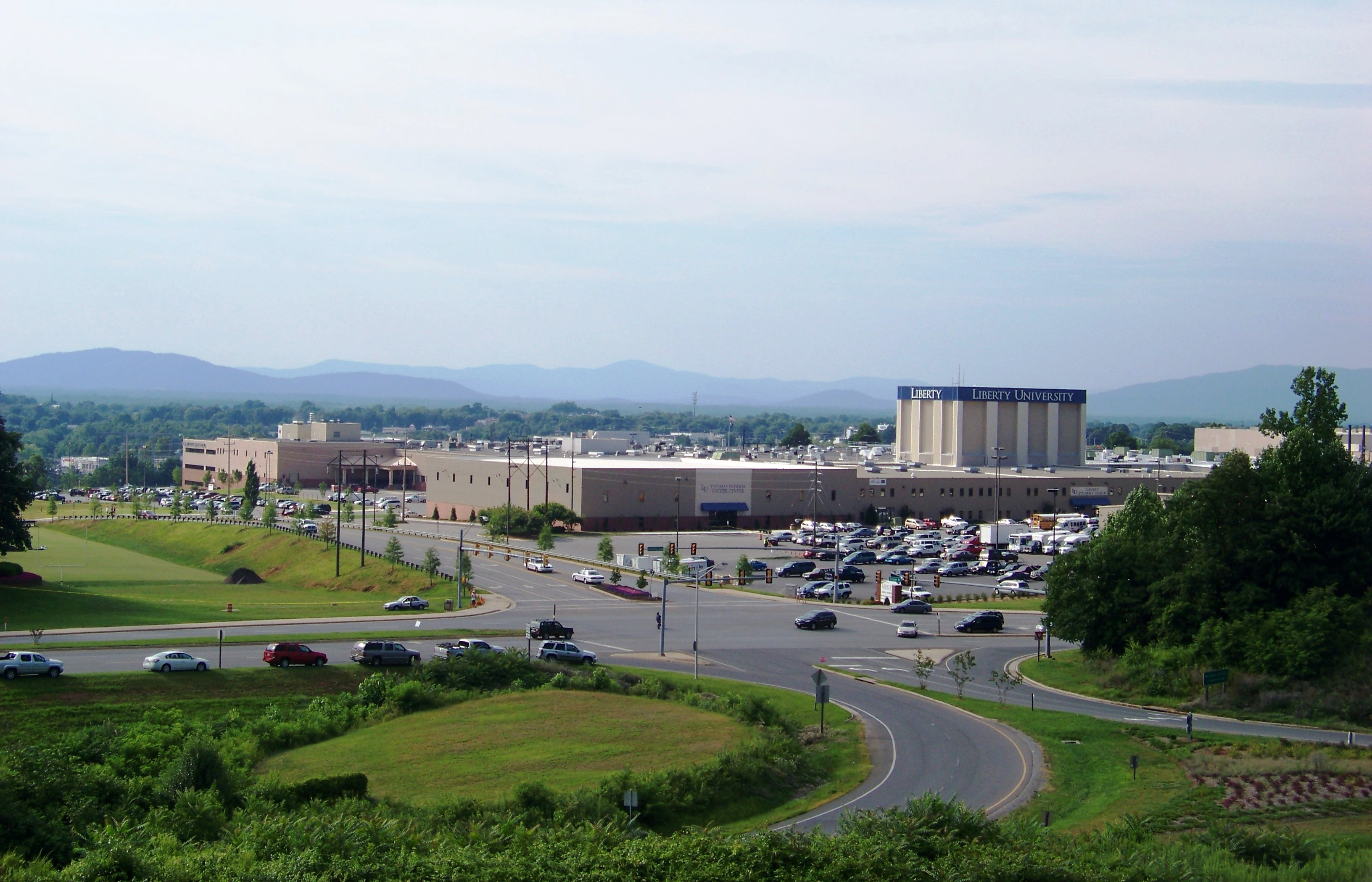
Panorama na Liberty University.

Większość mieszkańców miasta jest ewangelikalnymi protestantami. Liberty University pod rządami Jerry'ego Falwella stał się jedną z największych i najbardziej wpływowych chrześcijańskich instytucji edukacyjnych w USA. Oprócz 15 tysięcy studentów na kampusie, zatrudnia prawie 7 tys. osób w pełnym wymiarze godzin. 
W 2020 roku do największych związków wyznaniowych należeli:
- Południowa Konwencja Baptystów – 49 810 członków w 131 zborach,
- lokalne bezdenominacyjne zbory ewangelikalne – 42 238 członków w 86 zborach,
- Zjednoczony Kościół Metodystyczny – 17 133 członków w 85 kościołach,
- Kościół katolicki – 12 027 członków w 6 parafiach,
- Kościoły zielonoświątkowe – ok. 5 tys. członków w 23 zborach.